# Liste des édifices labellisés « Patrimoine du XXe siècle » de Grenoble
La liste des édifices labellisés « Patrimoine du xxe siècle » de Grenoble recense les édifices ayant reçu le label « Patrimoine du xxe siècle » dans la ville de Grenoble dans l'Isère en France. Plusieurs de ces édifices ont été réalisés par l'architecte Maurice Blanc. Au 27 mai 2013, ils sont au nombre de vingt.

## Liste
| Monument                                                 | Adresse                                   | Coordonnées                      | Notice         | Protection        | Date         | Illustration                                            |
| -------------------------------------------------------- | ----------------------------------------- | -------------------------------- | -------------- | ----------------- | ------------ | ------------------------------------------------------- |
| Palais des sports                                        | Boulevard Clemenceau                      | 45° 11′ 08″ nord, 5° 44′ 26″ est | « EA38141235 » |                   | 10 mars 2003 | Palais des sports                                       |
| Bibliothèque (ancienne bibliothèque universitaire)       | Boulevard Maréchal-Lyautey                | 45° 11′ 07″ nord, 5° 43′ 52″ est | « EA38141233 » |                   | 10 mars 2003 | Bibliothèque(ancienne bibliothèque universitaire)       |
| Immeuble Le Mercure (brosserie de poils animal naturels) | 26 rue du Colonel-Dumont ; Rue de l'Aigle | 45° 10′ 53″ nord, 5° 43′ 09″ est | « EA38141241 » |                   | 10 mars 2003 | Immeuble Le Mercure(brosserie de poils animal naturels) |
| Garage hélicoïdal                                        | Rue Bressieux                             | 45° 11′ 27″ nord, 5° 43′ 35″ est |                | Inscrit MH (1989) | 10 mars 2003 | Garage hélicoïdal                                       |
| Cité Résidence 2000                                      | Avenue de la Bruyère                      | 45° 09′ 59″ nord, 5° 44′ 07″ est |                |                   | 10 mars 2003 | Cité Résidence 2000Site Pss-archi.                      |
| Cité de l'Abbaye                                         | Avenue Jeanne-d'Arc                       | 45° 10′ 48″ nord, 5° 44′ 45″ est | « EA38141237 » |                   | 10 mars 2003 | Cité de l'AbbayeSite Pss-archi                          |
| Galerie de l'Arlequin                                    | La Villeneuve                             | 45° 09′ 57″ nord, 5° 43′ 55″ est |                |                   | 10 mars 2003 | Galerie de l'Arlequin                                   |
| Cité de l'Île-Verte                                      | avenue Maréchal-Leclerc Île-Verte         | 45° 11′ 39″ nord, 5° 44′ 10″ est | « EA38141238 » |                   | 10 mars 2003 | Cité de l'Île-Verte                                     |
| Église Saint-Jean l'Évangéliste                          | boulevard Joseph-Vallier                  | 45° 10′ 50″ nord, 5° 42′ 50″ est | « EA38141239 » |                   | 10 mars 2003 | Église Saint-Jean l'Évangéliste                         |
| Marché d'intérêt national de Grenoble ( marché de gros)  | Rue des Alliés                            | 45° 10′ 20″ nord, 5° 43′ 03″ est |                |                   | 10 mars 2003 | Marché d'intérêt national de Grenoble( marché de gros)  |
| Hôtel de ville                                           | 11 boulevard Jean-Pain                    | 45° 11′ 11″ nord, 5° 44′ 11″ est | « EA38141223 » |                   | 10 mars 2003 | Hôtel de ville                                          |
| Immeuble du Gymnase                                      | 8-10 boulevard Gambetta                   | 45° 11′ 24″ nord, 5° 43′ 18″ est | « EA38141240 » |                   | 10 mars 2003 | Immeuble du GymnaseSite Pss-archi.                      |
| MC2 (Maison de la culture) (Le Cargo)                    | Rue Paul-Claudel                          | 45° 10′ 20″ nord, 5° 43′ 58″ est | « EA38141234 » |                   | 10 mars 2003 | MC2 (Maison de la culture)(Le Cargo)                    |
| Alpexpo                                                  | Avenue d'Innsbruck                        | 45° 09′ 17″ nord, 5° 44′ 10″ est | « EA38141236 » |                   | 10 mars 2003 | Alpexpo                                                 |
| Maison des étudiants                                     | Place Pasteur                             | 45° 11′ 02″ nord, 5° 43′ 51″ est |                |                   | 10 mars 2003 | Maison des étudiants                                    |
| Quartier Condorcet                                       | 44-46, rue Thiers                         | 45° 11′ 07″ nord, 5° 43′ 12″ est |                |                   | 10 mars 2003 | Quartier Condorcet                                      |
| Tour Perret                                              | Parc Paul-Mistral                         | 45° 11′ 05″ nord, 5° 44′ 07″ est |                | Inscrit MH (1998) | 10 mars 2003 | Tour Perret                                             |
| Village olympique                                        | Villeneuve de Grenoble                    | 45° 09′ 41″ nord, 5° 43′ 37″ est |                |                   | 10 mars 2003 | Village olympique                                       |
| Conservatoire à rayonnement régional                     | 6, chemin de Gordes                       | 45° 10′ 24″ nord, 5° 44′ 05″ est |                |                   | 10 mars 2003 | Conservatoire à rayonnement régional                    |
| École nationale supérieure d'architecture                | Avenue de Constantine                     | 45° 09′ 37″ nord, 5° 44′ 01″ est |                |                   | 10 mars 2003 | École nationale supérieure d'architecture               |

## Sources et références
- [PDF] « Label patrimoine du XXe siècle Région Rhône-Alpes », sur culturecommunication.gouv.fr, 27 mai 2013

1. ↑  Site Pss-archi.
2. Site Pss-archi.
3. ↑  Site Pss-archi
4. Site Pss-archi
5. ↑  Site Pss-archi.
6. Site Pss-archi.
7. ↑  « 44-46, rue Thiers », sur pss-archi.eu.